# Lo stregone Orphen
Lo stregone Orphen (魔術士オーフェンはぐれ旅?, Majutsushi Ōfen haguretabi) è una serie di light novel giapponese di Yoshinobu Akita. Dai romanzi è stato tratto un manga di Hajime Sawada intitolato Orphen lo stregone e un anime sceneggiato da Mayori Sekijima e Masashi Kubota intitolato Lo stregone Orphen. Dall'anime è stato tratto anche un videogioco e nel 2020 è stato prodotto un secondo adattamento animato della light novel, composto da tre stagioni.

## Trama
In un mondo medievale popolato da mostri e creature magiche, Orphen è un giovane combattente dagli straordinari poteri magici. All'età di quattro anni Orphen, che allora si chiamava Kyriranshelo, venne inviato alla scuola di magia della Torre della Zanna sotto la guida del Gran Maestro Childman; con lui c'era Azalea, una bambina di nove anni anche lei orfana, che Orphen cominciò a considerare nel tempo come una sorella maggiore, che ammirava e rispettava quanto il suo maestro. Negli anni Orphen aumentò considerevolmente le sue abilità di stregone, questo fino al giorno in cui lui e Azalea rinvennero casualmente la Spada di Burtanders, un antico manufatto dei tempi del mito dagli incredibili poteri. Il desiderio morboso di scoprire i segreti della spada e di realizzarsi come una vera strega spinse Azalea a tentare un pericoloso incantesimo che però andò storto, tramutandola in un mostruoso e pericoloso drago di nome Bloody August.
Secondo le regole della magia i sommi stregoni decretarono che il maestro di Azalea, ovvero Childman, riparasse all'onta arrecata alla scuola e al buon nome degli stregoni ritrovando la creatura in cui si era trasformata Azalea ed uccidendola. Kyriranshelo però si oppose all'ordine e alla volontà del suo maestro, e cambiato il proprio nome in Orphen iniziò un lungo viaggio alla ricerca di un modo per far tornare Azalea un essere umano. Nel suo viaggio incontra Majic, un giovane e promettente stregone che prende come suo allievo, e Creao, una giovane di nobile nascita la cui famiglia custodisce la Spada di Burtanders, che si uniscono a lui nel suo viaggio.

### Magia ed incantesimi
Nel mondo di Orphen esistono magie di due tipi:
- Magia nera: poteri distruttivi basati sugli elementi di terra, fuoco, luce, ghiaccio e vento.
- Magia bianca: incantesimi che permettono all'utilizzatore di entrare nello spirito del mondo e controllarlo, e può essere usata per le guarigioni o per cambiare il proprio corpo con quello di un altro.

La magia usata dagli umani è stata tramandata dalla razza Nornir. Gli incantesimi vengono invocati con la propria voce, e senza di essa non si può manipolare il corso della magia. A seconda dell'intensità della voce l'incantesimo è più o meno efficace. È necessario anche conoscere l'esatta formula.

## Personaggi

Il protagonista nell'anime

- Orphen (オーフェン?, Ōfen)

Doppiato da Shōtarō Morikubo (giapponese); Patrizio Prata (italiano)
Compie i suoi viaggi nel continente Kiesaruhima, con l'intento di salvare la sorella Azalea, trasformatasi per sbaglio in un mostro chiamato Bloody August, servendosi di una spada molto particolare, la Spada di Burtanders. Il suo vero nome è Kiriranshelo. Lui ed Azalea non sono veramente fratello e sorella, ma considerato il sentimento che li lega, è come se lo fossero. Ha appreso le sue arti di mago dallo stregone Childman, all'orfanotrofio Torre della Zanna. Si direbbe di carattere cinico e rude, ma sa anche essere generoso e premuroso con gli amici. Il suo unico punto di debole è la cream soda, una bevanda a cui non sa proprio resistere.
- Creao Everlasting (クリーオウ・エバーラスティン?, Kurīou Ebārasutin)

Doppiata da Mayumi Iizuka (giapponese); Federica De Bortoli (italiano)
Dopo aver trascorso parecchio tempo fuori dalla propria città natale, Totokanta, vi fa ritorno ed incontra subito Orphen. Durante il suo soggiorno all'estero ha appreso a tirare di scherma. Secondogenita di una ricca famiglia locale, gli Everlasting, Creao è una ragazzina allegra e curiosa, ma anche coraggiosa e caparbia all'occorrenza.
- Majic Rin (マジク・リン?, Majiku Rin)

Doppiato da Omi Minami (giapponese); David Chevalier (italiano)
Majic lavora come fattorino nell'albergo del padre, ma è anche un promettente mago allievo di Orphen, che segue in ogni suo viaggio. È incredibilmente bravo nella magia e soprattutto nella tecnica della rifrazione della luce. Per nulla spaventato dalle incognite che presenta il viaggio alla ricerca di Bloody August, Majic aiuta Orphen nella ricerca della sorella.
- Volcan e Dortin

Sono due fratelli che viaggiano insieme ad Orphen, anche se non si capisce bene da che parte stanno, dati i continui voltafaccia. Volcan è il più cinico ed irascibile, sempre pronto ad aggredire gli altri, mentre Dortin è molto più paziente e riflessivo, ed è sempre intento a cercare di calmare il fratello e a tirarlo fuori dai guai.
- Reki (レキ?, Reki)

È un cucciolo di Deep dragon, una razza di draghi molto simile a giganteschi gatti, ma dagli atteggiamenti più da cane. Creao lo porta sempre con sé ed è una specie di mascotte.
- Mariabelle Everlasting

Doppiata da Satsuki Yukino
Sorella maggiore di Creao, Mariabell è una ragazza molto semplice, calma ed educata, quasi all'opposto di Creao, con la quale condivide però lo spirito combattivo e il senso di giustizia.
- Stephanie

È un ex collega di Orphen nel periodo in cui egli abitava in un luogo chiamato Arenhatamu. Di professione è archeologa ed inizialmente era un uomo divenuto donna a causa di un errore nel corso di un'operazione eseguita in seguito ad un incidente.
- Azalea

La perduta sorella di Orphen. Fra i due in realtà non esistono legami di sangue, ma essendo cresciuti insieme all'orfanotrofio Torre di Zanna, hanno sviluppato un fortissimo legame affettivo. A causa di un incantesimo sbagliato, Azalea si è trasformata nella mostruosa Bloody August, e secondo le leggi della magia deve essere eliminata dal proprio maestro Childman.
- Childman

Mago dalla forza straordinaria, dal fisico imponente e dalla mente elevata. Cupo, impenetrabile, inizialmente è stato maestro di Orphen, ma adesso è suo rivale, dato che la sua missione è di eliminare sua sorella Azalea, tramutatasi in Bloody August.
- Hartia

Nonostante sia un vecchio amico di Orphen è costretto ad ostacolarlo in base a precise direttive del suo superiore Childman. Adora travestirsi da Black Tiger, un personaggio delle favole che ha ammirato molto da piccolo. Come capacità magiche equivale ad Orphen.
- Leticia MacCredy

## Media

### Light novel
La serie di Orphen è stata ispirata da una serie di romanzi di Yoshinobu Akita chiamati Majutsushi Orphen Haguretabi. Si tratta di 20 light novel, che hanno fatto da base per la storia della prima serie dell'anime. Dopo i primi 20 volumi, Akita ha creato altri 13 romanzi, dal tono più comico, che rappresentano la conclusione della storia.

#### Volumi
| Nº                                       | Giapponese 「Kanji」 - Rōmaji                                                                 | Data di prima pubblicazione                                                                 | Data di prima pubblicazione |
| Nº                                       | Giapponese 「Kanji」 - Rōmaji                                                                 | Giapponese                                                                                  |                             |
| Majutsushi Orphen Haguretabi (20 volumi) |                                                                                               |                                                                                             |                             |
| 1                                        | 「我が呼び声に応えよ獣」 - Waga yobigoe ni kotaeyo kemono                                     | 12 maggio 1994 ISBN 4-8291-2564-0                                                           |                             |
| 2                                        | 「我が命にしたがえ機械」 - Waga inochi ni shitagae kikai                                      | 9 settembre 1994 ISBN 4-8291-2585-3                                                         |                             |
| 3                                        | 「我が胸で眠れ亡霊」 - Waga mune de nemure bōrei                                              | 11 gennaio 1995 ISBN 4-8291-2608-6                                                          |                             |
| 4                                        | 「我が森に集え狼」 - Waga mori ni tsudoe ōkami                                                | 19 maggio 1995 ISBN 4-8291-2627-2                                                           |                             |
| 5                                        | 「我が過去を消せ暗殺者」 - Waga kako o kese asashin                                           | 20 ottobre 1995 ISBN 4-8291-2650-7                                                          |                             |
| 6                                        | 「我が塔に来たれ後継者」 - Waga tō ni kitare kōkei-sha                                        | 19 aprile 1996 ISBN 4-8291-2680-9                                                           |                             |
| 7                                        | 「我が遺志を伝えよ魔王」 - Waga ishi o tsutaeyo maō                                           | 20 agosto 1996 ISBN 4-8291-2697-3                                                           |                             |
| 8                                        | 「我が聖都を濡らせ血涙」 - Waga seito o nurase ketsurui                                       | 20 gennaio 1997 ISBN 4-8291-2729-5                                                          |                             |
| 9                                        | 「我が神に弓ひけ背約者（上）」 - Waga kami ni yumi hike haiyaku-sha (ue)                      | 20 giugno 1997 ISBN 4-8291-2750-3                                                           |                             |
| 10                                       | 「我が神に弓ひけ背約者（下）」 - Waga kami ni yumi hike haiyaku-sha (shita)                   | 17 ottobre 1997 ISBN 4-8291-2777-5                                                          |                             |
| 11                                       | 「我が夢に沈め楽園（上）」 - Waga yume ni shizume rakuen (ue)                                 | 24 aprile 1998 ISBN 4-8291-2811-9                                                           |                             |
| 12                                       | 「我が夢に沈め楽園（下）」 - Waga yume ni shizume rakuen (shita)                              | 21 ottobre 1998 ISBN 4-8291-2850-X                                                          |                             |
| 13                                       | 「我が運命導け魔剣」 - Waga unmei michibike maken                                             | 16 aprile 1999 ISBN 4-8291-2883-6                                                           |                             |
| 14                                       | 「我が心求めよ悪魔」 - Waga kokoro motomeyo akuma                                             | 19 ottobre 1999 ISBN 4-8291-2925-5                                                          |                             |
| 15                                       | 「我が絶望つつめ緑」 - Waga zetsubō tsutsume midori                                           | 26 aprile 2000 ISBN 4-8291-2964-6                                                           |                             |
| 16                                       | 「我が戦場に踊れ来訪者」 - Waga senjō ni odore raihō-sha                                      | 18 gennaio 2001 ISBN 4-8291-1319-7                                                          |                             |
| 17                                       | 「我が庭に響け銃声」 - Waga niwa ni hibike jūsei                                              | 20 agosto 2001 ISBN 4-8291-1368-5                                                           |                             |
| 18                                       | 「我が館にさまよえ虚像」 - Waga yakata ni samayoe kyozō                                       | 20 marzo 2002 ISBN 4-8291-1416-9                                                            |                             |
| 19                                       | 「我が聖域に開け扉（上）」 - Waga seiiki ni ake tobira (ue)                                   | 20 marzo 2003 ISBN 4-8291-1502-5                                                            |                             |
| 20                                       | 「我が聖域に開け扉（下）」 - Waga seiiki ni ake tobira (shita)                                | 20 settembre 2003 ISBN 4-8291-1557-2                                                        |                             |
| Majutsushi Orphen Mubouhen (13 volumi)   |                                                                                               |                                                                                             |                             |
| 1                                        | 「てめぇら、とっとと金返せ!」 - Teme~e-ra, tottoto kanekaese!                                 | 20 febbraio 1996 ISBN 4-8291-2667-1                                                         |                             |
| 2                                        | 「馬鹿は一人でたくさんだ!」 - Baka wa hitori de takusanda!                                    | 20 giugno 1996 ISBN 4-8291-2685-X                                                           |                             |
| 3                                        | 「お前はいったいなんなんだ!?」 - Omae wa ittai nan'na nda!?                                   | 18 ottobre 1996 ISBN 4-8291-2709-0                                                          |                             |
| 4                                        | 「顔を洗って出直しな!」 - Kao o aratte denaoshi na!                                           | 18 aprile 1997 ISBN 4-8291-2735-X                                                           |                             |
| 5                                        | 「あきれてものも言えねえぜ!」 - Akirete mono mo ienē ze!                                      | 20 gennaio 1998 ISBN 4-8291-2795-3                                                          |                             |
| 6                                        | 「自分がイヤにならねえか?」 - Jibun ga iya ni naranē ka?                                      | 22 luglio 1998 ISBN 4-8291-2822-4                                                           |                             |
| 7                                        | 「一生ひとりで遊んでろ!」 - Isshō hitori de ason dero!                                        | 19 gennaio 1999 ISBN 4-8291-2862-3                                                          |                             |
| 8                                        | 「それはいろいろまずいだろ?」 - Sore wa iroiro mazuidaro?                                     | 12 luglio 1999 ISBN 4-8291-2899-2                                                           |                             |
| 9                                        | 「同情なんていらねえぜ!」 - Dōjō nante iranē ze!                                              | 14 gennaio 2000 ISBN 4-8291-2939-5                                                          |                             |
| 10                                       | 「なかったことに出来ねえか?」 - Nakatta koto ni dekinē ka?                                    | 14 luglio 2000 ISBN 4-8291-2982-4                                                           |                             |
| 11                                       | 「もういいかげんあきらめろ!」 - Mō īkagen akiramero!                                          | 20 febbraio 2001 ISBN 4-8291-1330-8                                                         |                             |
| 12                                       | 「そのまま穴でも掘っていろ!」 - Sonomama ana demo hotte iro!                                  | 20 novembre 2001 ISBN 4-8291-1393-6                                                         |                             |
| 13                                       | 「これで終わりと思うなよ!」 - Kore de owari to omou na yo!                                    | 18 ottobre 2003 ISBN 4-8291-1561-0                                                          |                             |
| Majutsushi Orphen Teshitahen (10 volumi) |                                                                                               |                                                                                             |                             |
| 1                                        | 「キエサルヒマの終端」 - Kiesaruhima no shūtan                                                | 24 settembre 2011 ISBN 978-4-904376-69-0                                                    |                             |
| 2                                        | 「約束の地で」 - Yakusoku no ji de                                                            | 25 ottobre 2011 ISBN 978-4-904376-70-6                                                      |                             |
| 3                                        | 「原大陸開戦」 - Hara tairiku kaisen                                                          | 25 novembre 2011 ISBN 978-4-904376-86-7                                                     |                             |
| 4                                        | 「解放者の戦場」 - Kaihō-sha no senjō                                                         | 25 marzo 2012 ISBN 978-4-904376-98-0                                                        |                             |
| 5                                        | 「魔術学校攻防」 - Majutsu gakkō kōbō                                                         | 15 settembre 2012 ISBN 978-4-86472-043-4                                                    |                             |
| 6                                        | 「鋏の託宣」 - Hasami no takusen                                                              | 25 gennaio 2013 ISBN 978-4-86472-097-7                                                      |                             |
| 7                                        | 「女神未来（上）」 - Megami mirai (ue)                                                        | 25 ottobre 2013 ISBN 978-4-86472-182-0 (ed. regolare) ISBN 978-4-86472-181-3 (ed. limitata) |                             |
| 8                                        | 「魔術士オーフェンはぐれ旅 女神未来(下)」 - Majutsu-shi ōfen hagure tabi megami mirai (shita) | 25 maggio 2014 ISBN 978-4-86472-229-2 (ed. regolare) ISBN 978-4-86472-228-5 (ed. limitata)  |                             |
| 9                                        | 「魔王編」 - Maō-hen                                                                          | 25 novembre 2014 ISBN 978-486472-308-4                                                      |                             |
| 10                                       | 「手下編」 - Teshita-hen                                                                      | 25 settembre 2015 ISBN 978-486472-425-8                                                     |                             |

### Manga

Copertina del primo volume italiano del manga, raffigurante Cleo Everlasting e Orphen

Il manga è stato scritto da Yoshinobu Akita, illustrato da Hajime Sawada e serializzato sulla rivista bimestrale Dragon Magazine edita da Fujimi Shobō, dal 1998 al 2001. La stessa cada editrice ha poi raccolto i vari capitoli in sei volumi tankōbon usciti tra il 25 settembre 1998 e il 30 luglio 2001.
In Italia la serie è stata pubblicata da Panini Comics sotto l'etichetta Planet Manga nella collana Manga Superstars dal 14 ottobre 2004 al 17 marzo 2005 a cadenza mensile.

#### Volumi
| Orphen (6 volumi)                                                    |                   |                        |                  |
| 1                                                                    | 25 settembre 1998 | ISBN 4-04-712175-4     | 14 ottobre 2004  |
| 2                                                                    | 24 dicembre 1998  | ISBN 4-04-712181-9     | 11 novembre 2004 |
| 3                                                                    | 29 luglio 1999    | ISBN 4-04-712195-9     | 16 dicembre 2004 |
| 4                                                                    | 29 febbraio 2000  | ISBN 4-04-712222-X     | 13 gennaio 2005  |
| 5                                                                    | 26 dicembre 2000  | ISBN 4-04-712251-3     | 10 febbraio 2005 |
| 6                                                                    | 30 luglio 2001    | ISBN 4-04-712274-2     | 17 marzo 2005    |
| Majutsushi Orphen Haguretabi - Wa ga Mei ni Shitagae Doll (4 volumi) |                   |                        |                  |
| 1                                                                    | 15 marzo 2017     | ISBN 978-4-04-734528-7 | -                |
| 2                                                                    | 31 agosto 2017    | ISBN 978-4-04-734701-4 | -                |
| 3                                                                    | 28 marzo 2018     | ISBN 978-4-04-735049-6 | -                |
| 4                                                                    | 28 marzo 2018     | ISBN 978-4-04-735050-2 | -                |

### Anime

#### Lo stregone Orphen

Copertina del DVD dell'edizione italiana

La prima serie anime è costituito da due stagioni: Lo stregone Orphen (Majutsushi Orphen) di 24 episodi, e Majutsushi Orphen: Revenge di 23 episodi. Solo la prima è stata doppiata in italiano, trasmessa da MTV e  pubblicata in DVD da Dynit nel 2004.

##### Colonna sonora
Sigle di apertura
- Ai Just on my Love cantato da Sharan Q
- Kimi Wa Majutsushi cantato da Hatake
- Sondemotte Kiss cantata da 7House
- Marui Taiyou cantata da Cisco Moon

Sigle di chiusura
- Last Kiss cantata da Tanpopo
- Doshiyou cantata da Yuka
- Love, Yes I Do cantata da Chinatsu Miyoshi
- Amai Anata no Aji cantata da Melon Kinenbi

##### Doppiaggio
| Personaggio                     | Doppiatore originale | Doppiatore italiano                                                  |
| ------------------------------- | -------------------- | -------------------------------------------------------------------- |
| Orphen                          | Shōtarō Morikubo     | Patrizio Prata                                                       |
| Majic Rin                       | Omi Minami           | David Chevalier                                                      |
| Creao Everlasting               | Mayumi Iizuka        | Federica De Bortoli                                                  |
| Volcan                          | Kazue Ikura          | Massimiliano Alto                                                    |
| Dortin                          | Hekiru Shiina        | Daniele Raffaeli                                                     |
| Reki                            | Konami Yoshida       | Stefanella Marrama                                                   |
| Childman                        | Joji Nakata          | Sergio Di Stefano                                                    |
| Hartia/Black Tiger              | Ryōtarō Okiayu       | Francesco Bulckaen                                                   |
| Hartia (bambino)                | Junko Noda           | Fabrizio De Flaviis                                                  |
| Azalea                          | Emi Shinohara        | Barbara De Bortoli                                                   |
| Rai                             | Katsumi Toriumi      | Fabrizio Manfredi                                                    |
| Mariabell                       | Satsuki Yukino       | Eleonora De Angelis (ep. 1-3) Tiziana Avarista (ep. 24)              |
| Bagup                           | Kayo Kubota          | Luciano De Ambrosis (ep. 1-3) Angelo Nicotra (ep. 24)                |
| Fiena                           | Yui Horie            | Perla Liberatori                                                     |
| Batlaf                          | Masaharu Sato        | Nino Prester                                                         |
| Kiriranshelo                    | Yumiko Nakanishi     | Daniele De Carolis                                                   |
| Killing Doll                    | Daisuke Sakaguchi    | Roberto Gammino                                                      |
| Stephanie                       | Sakiko Tamagawa      | Tiziana Avarista (ep. 9-10) Domitilla D'Amico (ep. 20-24)            |
| Maris                           | Akiko Yajima         | Flavio Aquilone                                                      |
| Lulu                            | Saori Suzuki         | Letizia Ciampa                                                       |
| Flameheart                      | Takehito Koyasu      | Christian Iansante                                                   |
| Rocks Row                       | Ikuo Nishikawa       | Gianni Musy                                                          |
| Tistini                         |                      | Anna Rita Pasanisi                                                   |
| Kocks                           | Kenji Nojima         | Simone Crisari                                                       |
| Shaster Daisy                   | Yoshiko Okamoto      | Aurora Cancian                                                       |
| Padre                           |                      | Roberto Draghetti                                                    |
| Anziani della torre della zanna |                      | Sergio Graziani Giorgio Lopez Dario Penne Mario Mastria Mario Milita |

##### Episodi
| Nº                                      | Titolo italiano Giapponese 「Kanji」 - Rōmaji                                                      | In onda          | In onda           |
| Nº                                      | Titolo italiano Giapponese 「Kanji」 - Rōmaji                                                      | Giapponese       | Italiano          |
| Lo stregone Orphen (24 episodi)         | |                  |                   |
| 1                                       | Il mio nome è Orphen 「我が名はオーフェン」 - Wa ga na wa Ōfen                                     | 3 ottobre 1998   | 29 giugno 2004    |
| 2                                       | Il terrore dell'agosto insanguinato 「血の八月の恐怖」 - Chi no hachigatsu no kyōfu                | 10 ottobre 1998  | 6 luglio 2004     |
| 3                                       | Amici, unitevi al mio viaggio 「我が旅立ちに集え仲間達」 - Wa ga tabidachi ni tsudoe nakama-tachi  | 17 ottobre 1998  | 13 luglio 2004    |
| 4                                       | Creatura demoniaca dormi nel mio giardino 「我が花園に眠れ魔物」 - Wa ga hanazono ni nemure mamono | 24 ottobre 1998  | 20 luglio 2004    |
| 5                                       | La sacerdotessa nel cuore del drago 「ドラゴンに抱かれし巫女」 - Doragon ni idakareshi miko        | 31 ottobre 1998  | 27 luglio 2004    |
| 6                                       | Lupo ulula nel mio bosco 「我が森に吼えろ狼」 - Wa ga mori ni hoero ōkami                          | 7 novembre 1998  | 3 agosto 2004     |
| 7                                       | I ruderi di Burtanders 「バルトアンデルスの遺跡」 - Barutoanderusu no iseki                        | 14 novembre 1998 | 10 agosto 2004    |
| 8                                       | Il segreto della strega di Tenma 「天魔の魔女の秘密」 - Tenma no majo no himitsu                   | 28 novembre 1998 | 17 agosto 2004    |
| 9                                       | La partner dell'antica città sul canale 「運河の都の女(パートナー)」 - Unga no miyako no onna      | 5 dicembre 1998  | 31 agosto 2004    |
| 10                                      | Doll, obbedisci ai miei ordini 「我が命にしたがえ機械(ドール)」 - Wa ga mei ni shitagae dōru       | 12 dicembre 1998 | 7 settembre 2004  |
| 11                                      | La piccola avventura di Reki 「レキの小さな冒険」 - Reki no chīsana bōken                          | 19 dicembre 1998 | 14 settembre 2004 |
| 12                                      | Il mio amico uomo gambero 「我が友情の海老男」 - Wa ga yūjō no ebiotoko                            | 26 dicembre 1998 | 21 settembre 2004 |
| 13                                      | Ricordi tornate alla mia patria 「我が故郷に帰れ追憶」 - Wa ga kokyō ni kaere tsuioku              | 9 gennaio 1999   | 28 settembre 2004 |
| 14                                      | Pensieri che non si possono superare 「越えられぬ想い…」 - Koerarenu omoi...                       | 16 gennaio 1999  | 5 ottobre 2004    |
| 15                                      | Lo stregone sotto la luce lunare 「月下の魔術士」 - Gekka no majutsushi                            | 23 gennaio 1999  | 12 ottobre 2004   |
| 16                                      | Di nuovo l'uomo gambero 「海老男ふたたび」 - Ebiotoko futatabi                                     | 30 gennaio 1999  | 19 ottobre 2004   |
| 17                                      | Il segreto nella spada 「我が剣に秘められし謎」 - Wa ga ken ni himerareshi nazo                    | 6 febbraio 1999  | 26 ottobre 2004   |
| 18                                      | Voi due, restituitemi la spada! 「てめえらとっとと剣返せ!」 - Temera totto to ken kaese!           | 13 febbraio 1999 | 2 novembre 2004   |
| 19                                      | I pensieri di ognuno 「それぞれの想い…」 - Sorezore no omoi...                                     | 20 febbraio 1999 | 9 novembre 2004   |
| 20                                      | Il segreto del colore dell'arcobaleno 「虹色の秘密」 - Nijiiro no himitsu                          | 27 febbraio 1999 | 16 novembre 2004  |
| 21                                      | La sacra visione del passato 「聖なる過去の幻影」 - Seinaru kako no gen'ei                         | 6 marzo 1999     | 23 novembre 2004  |
| 22                                      | Insicuri occhi blu 「迷える碧き瞳」 - Mayoeru aoki hitomi                                          | 13 marzo 1999    | 23 novembre 2004  |
| 23                                      | La strega Azalea 「魔女アザリー」 - Majo azarī                                                     | 20 marzo 1999    | 30 novembre 2004  |
| 24                                      | La fine del mio viaggio 「我が旅路の終焉」 - Wa ga tabiji no shūen                                 | 27 marzo 1999    | 7 dicembre 2004   |
| Majutsushi Orphen: Revenge (23 episodi) | |                  |                   |
| 25                                      | 「我が魂いやせ温泉」 - Wa ga tamashii iyase onsen – "Le terme"                                     | 2 ottobre 1999   | -                 |
| 26                                      | 「裏切りの大浴場」 - Uragiri no daiyokujō – "Il segreto delle terme"                               | 9 ottobre 1999   | -                 |
| 27                                      | 「地獄の洋品店」 - Jigoku no yōhinten – "Il negozio diabolico"                                     | -                | -                 |
| 28                                      | 「怪奇・愛の波紋」 - Kaiki ai no hamon – "I rimbalzi dell'amore"                                   | -                | -                 |
| 29                                      | 「目覚めよ、愛しき女」 - Mezame yo, itoshi ki onna – "Svegliati, amore"                            | -                | -                 |
| 30                                      | 「海老男、蟹女」 - Ebi otoko, kani onna – "L'Uomo Gambero e la Donna Granchio"                     | -                | -                 |
| 31                                      | 「おつかいの甘いワナ」 - Otsukaino amai wana – "La rapina"                                         | 4 dicembre 1999  | -                 |
| 32                                      | 「鳥！ 鳥！ 鳥？」 - Tori! Tori! Tori? – "Uccelli! Uccelli! Uccelli!"                              | 11 dicembre 1999 | -                 |
| 33                                      | 「音速の貴婦人」 - Onsoku no kifujin – "A tutta velocità"                                          | 18 dicembre 1999 | -                 |
| 34                                      | 「まぼろしの雪山」 - Maboroshino yuki yama – "La montagna delle illusioni"                         | 25 dicembre 1999 | -                 |
| 35                                      | 「カニと少年」 - Kani to shōnen – "Il granchio e il ragazzo"                                       | 8 gennaio 2000   | -                 |
| 36                                      | 「復讐の大法廷」 - Fukushū no dai hōtei – "Il processo"                                            | 8 gennaio 2000   | -                 |
| 37                                      | 「風邪になった少女」 - Kaze ninatta shōjo – "La malattia di Lycoris"                               | 15 gennaio 2000  | -                 |
| 38                                      | 「えっ!?マジクが…」 - Etsu!? Majiku ga... – "La gara di ballo"                                     | 22 gennaio 2000  | -                 |
| 39                                      | 「満月の夜の家出」 - Mangetsu no yoru no iede – "Fuga al chiaro di Luna"                           | 29 gennaio 2000  | -                 |
| 40                                      | 「熱闘！豪華客船」 - Nettō! Gōkakyakusen – "La nave di lusso"                                      | 5 febbraio 2000  | -                 |
| 41                                      | 「出た！にせオーフェン」 - Deta! Nise Ōfen – "Il falso Orphen"                                     | 12 febbraio 2000 | -                 |
| 42                                      | 「哀しみの子守唄」 - Kanashi mino komoriuta – "Rapsodia di tristezza"                              | 19 febbraio 2000 | -                 |
| 43                                      | 「リコリス・ニールセン」 - Rikorisu Nirusen – "Lycoris Neilson"                                    | 26 febbraio 2000 | -                 |
| 44                                      | 「嵐の中の真実」 - Arashi no nakano shinjitsu – "La verità nella tempesta"                         | 4 marzo 2000     | -                 |
| 45                                      | 「魔術士マジク」 - Majutsushi majiku – "Majic lo stregone"                                         | 11 marzo 2000    | -                 |
| 46                                      | 「想い、すれ違って…」 - Omoi, sure chigatte... – "I ricordi svaniti"                               | 18 marzo 2000    | -                 |
| 47                                      | 「我は放つ光の白刃」 - Ware ha hōttsu hikari no hakujin – "Io vi scaglio lame bianche di luce!"    | 25 marzo 2000    | -                 |

#### Sorcerous Stabber Orphen
Dal 7 gennaio 2020 è stata trasmessa su AT-X una nuova serie anime per celebrare il 25º anniversario della light novel, la trasmissione era inizialmente prevista per il 2019. La serie, composta di tre stagioni, è stata prodotta da Studio Deen e diretta da Takayuki Hamana.
L'anime è stato distribuito a livello internazionale da Funimation per le prime due stagioni e da Crunchyroll per la terza, quest'ultima anche con sottotitoli in lingua italiana.

##### Episodi

###### Prima stagione
| Nº  | Titolo italiano (traduzione letterale) Giapponese 「Kanji」 - Rōmaji                                                | In onda          | In onda |
| Nº  | Titolo italiano (traduzione letterale) Giapponese 「Kanji」 - Rōmaji                                                | Giapponese       |         |
| 1   | Le vestigia del passato 「追憶の呼び声」 - Tsuioku no Yobigoe                                                       | 7 gennaio 2020   |         |
| 2   | Torre della Zanna 「牙の塔」 - Kiba no Tō                                                                           | 14 gennaio 2020  |         |
| 3   | Ascolta la mia chiamata, bestia 「我が呼び声に応えよ獣」 - Waga yobigoe ni kotaeyo shishi                           | 21 gennaio 2020  |         |
| 4   | La strega del caos e il successore della lama tagliente 「天魔の魔女と鋼の後継」 - Tenma no Majo to hagane no Kōkei | 28 gennaio 2020  |         |
| 5   | Deep Dragon 「ディープ・ドラゴン」 - Dīpu・Doragon                                                                  | 4 febbraio 2020  |         |
| 6   | La sacerdotessa della foresta 「≪森≫の巫女」 - "Mori" no Miko                                                       | 11 febbraio 2020 |         |
| 7   | Raduno di lupi nella mia foresta 「我が森に集え狼」 - Waga mori ni tsudoe ōkami                                     | 18 febbraio 2020 |         |
| 8   | Un assassino inaspettato 「唐突の暗殺者」 - Tōtotsu no Ansatsusha                                                   | 25 febbraio 2020 |         |
| 9   | Fantasmi dal passato 「過去の亡霊」 - Kako no Bōrei                                                                 | 3 marzo 2020     |         |
| 10  | Cancella il mio passato, assassino! 「我が過去を消せ暗殺者」 - Waga kako wo kese ansatsusha                         | 10 marzo 2020    |         |
| 11  | La Classe di Uoar 「ウオール教室」 - Uōru kyōshitsu                                                                 | 17 marzo 2020    |         |
| 12  | L'urlo della morte 「死の絶叫」 - Shi no Zekkyō                                                                     | 24 marzo 2020    |         |
| 13  | Vieni nella mia Torre, successore 「我が塔に来たれ後継者」 - Waga tō ni kitare kōkeisha                             | 31 marzo 2020    |         |
| OAV | L'eredità dei Celestiali 「天人の遺産」 - Tennin no Isan                                                            | 8 aprile 2020    |         |

###### Seconda stagione
| Nº                                                     | Titolo italiano Giapponese 「Kanji」 - Rōmaji                                                         | In onda          | In onda |
| Nº                                                     | Titolo italiano Giapponese 「Kanji」 - Rōmaji                                                         | Giapponese       |         |
| Majutsushi Orphen Haguretabi: Kimluck-hen (11 episodi) | |                  |         |
| 14                                                     | Esprimi la mia volontà, Re Demone 「我が遺志を伝えよ魔王」 - Waga Ishi o Tsutaeyo Maō                 | 20 gennaio 2021  |         |
| 15                                                     | Il suo angelo e il suo diavolo 「彼にとっての天使と悪魔」 - Kare ni Totte no Tenshi to Akuma          | 27 gennaio 2021  |         |
| 16                                                     | La città che rifiuta gli stregoni 「魔術士を拒む街」 - Majutsushi o Kobamu Machi                      | 3 febbraio 2021  |         |
| 17                                                     | Sorella Istersiva 「シスター・イスターシバ」 - Shisutā Isutāshiba                                     | 10 febbraio 2021 |         |
| 18                                                     | Versa lacrime sanguinanti, Città Santa 「我が聖都を濡らせ血涙」 - Waga Seito o Nurase Ketsurui        | 17 febbraio 2021 |         |
| 19                                                     | Noi della Morte Santa 「死の聖なるかな」 - Shi no Seinaru ka na                                       | 24 febbraio 2021 |         |
| 20                                                     | Quella stregoneria lo ucciderà 「その魔術が彼を殺すと」 - Sono Majutsu ga Kare o Korosu to            | 3 marzo 2021     |         |
| 21                                                     | La sala del grande profeta 「詩聖の間」 - Shisei no Ma                                                | 10 marzo 2021    |         |
| 22                                                     | Gli Istruttori della Morte 「死の教師たち」 - Shi no Kyōshi-tachi                                     | 17 marzo 2021    |         |
| 23                                                     | La sola cosa che può ucciderla 「彼女を殺せる唯一の」 - Kanojo o Koroseru Yuiitsu no                  | 24 marzo 2021    |         |
| 24                                                     | Estendi il tuo arco al mio dio, apostata 「我が神に弓ひけ背約者」 - Waga Kami ni Yumihike Haiyaku-sha | 31 marzo 2021    |         |

### Videogioco
Nel 2000 l'anime Orphen è stato adattato in Orphen: Scion of Sorcery, un videogioco di ruolo per PlayStation 2 pubblicato da Kadokawa Shoten in Giappone e da Activision in Europa e Stati Uniti d'America.